# Маконж
Мако́нж (фр. Maconge) — коммуна во Франции, находится в регионе Бургундия. Департамент коммуны — Кот-д’Ор. Входит в состав кантона Пуйи-ан-Осуа. Округ коммуны — Бон.
Код INSEE коммуны — 21362.

## Население
Население коммуны на 2010 год составляло 149 человек.
| 1962 | 1968 | 1975 | 1982 | 1990 | 1999 | 2010 |
| ---- | ---- | ---- | ---- | ---- | ---- | ---- |
| 127  | 115  | 92   | 95   | 76   | 97   | 149  |

## Экономика
В 2010 году среди 88 человек трудоспособного возраста (15—64 лет) 67 были экономически активными, 21 — неактивными (показатель активности — 76,1 %, в 1999 году было 78,6 %). Из 67 активных жителей работали 63 человека (33 мужчины и 30 женщин), безработных было 4 (1 мужчина и 3 женщины). Среди 21 неактивных 8 человек были учениками или студентами, 8 — пенсионерами, 5 были неактивными по другим причинам.